# Fattigia
Fattigia is een geslacht van schietmotten uit de familie van de Sericostomatidae. Het geslacht werd voor het eerst wetenschappelijk beschreven door Ross & Wallace in 1974.

## Soorten
Het genus is monotypisch en bevat de volgende soort:

- Fattigia pele (H.H. Ross, 1938)